# Give In to Me
A Give In to Me Michael Jackson amerikai énekes hetedik kislemeze Dangerous című albumáról. 1993 februárjában jelent meg. Új-Zélandon négy héten át vezette a slágerlistát, az Egyesült Királyságban a 2. helyet érte el. Észak-Amerikában és Ázsiában nem jelent meg.
A hard rock dalban a Guns N’ Roses gitárosa, Slash gitározik. Heavy metal stílusúnak is tartják. Erősen szexuális töltetű.
A kislemezre felkerült Jackson két előző albumáról is egy-egy szám, a Dirty Diana és a Beat It, amelyekben szintén neves rockgitárosok zenélnek, Steve Stevens és Eddie Van Halen.

## Videóklip
A Give In to Me klipjében Jackson koncerten adja elő a számot a Guns N' Roses korábbi tagjaival, Slashsel és Gilby Clarke-kal, valamint Teddy Andreadisszal. A klipben robbanások is hallhatóak, és Jackson testén villámok futnak át. Jackson elmondta, hogy a klipet körülbelül két óra alatt vették fel, Németországban, 1992 augusztusában. A pirotechnikai trükköket később adták hozzá, számítógéppel.

## Dallista
CD kislemez (Ausztria)
1. Give In to Me – 5:28
2. Dirty Diana – 4:52
3. Beat It – 4:17

CD kislemez (Egyesült Királyság)
1. Give In to Me (Vocal Version) – 4:42
2. Dirty Diana – 4:52
3. Beat It – 4:17

CD kislemez (Egyesült Királyság; promó)
1. Give In to Me (Vocal Version) – 4:42
2. Give In to Me (Instrumental) – 5:28

45 RPM és 7" kislemez
1. Give In to Me – 5:28
2. Dirty Diana – 4:52

DualDisc kislemez
1. Give In to Me – 5:28
2. Give In to Me (Vocal Version) – 4:42
3. Give In to Me (Instrumental) – 5:28
4. Give In to Me (videóklip) – 5:28

## Helyezések
| Slágerlista (1993)        | Legmagasabb helyezés |
| ------------------------- | -------------------- |
| Ausztrál kislemezlista    | 4                    |
| Brit kislemezlista        | 2                    |
| Eurochart Hot 100 Singles | 3                    |
| Francia kislemezlista     | 7                    |
| Holland kislemezlista     | 3                    |
| Ír kislemezlista          | 2                    |
| Norvég kislemezlista      | 7                    |
| Osztrák kislemezlista     | 12                   |
| Svájci kislemezlista      | 7                    |
| Svéd kislemezlista        | 15                   |
| Új-zélandi kislemezlista  | 1                    |
| Slágerlista (2009)        | Legmagasabb helyezés |
| Brit kislemezlista        | 74                   |
| Svájci kislemezlista      | 35                   |
| Slágerlista (2011)        | Legmagasabb helyezés |
| Magyar kislemezlista      | 8                    |

## Közreműködők
- Zeneszerző, dalszövegíró és producer: Michael Jackson, Bill Bottrell
- Ének és vokálok: Michael Jackson
- Gitár: Slash, Bill Bottrell, Tim Pierce
- Basszusgitár, dobok, mellotron, keverés: Bill Bottrell

## Feldolgozások
- Eminem 2001-ben megjelent Under the Influence című dalának hasonló a dallama.[8][9]
- Kery James francia zenész 2009-ben felhasznált egy részletet a Give In to Me-ből Lettre à Mon Public című dalához.[10]
- A Tech N9ne 2010-ben megjelent Last Sad Song című dalának zongoradallama hasonlít Jackson dalához.[11]